# Enjoy Yourself (album de Kylie Minogue)
Pour la chanson homonyme des Jacksons, voir Enjoy Yourself.
Albums
Kylie
(1988) Rhythm of Love
(1990)
Singles
1. Hand on Your Heart
Sortie : 24 avril 1989
2. Wouldn't Change a Thing
Sortie : 24 juillet 1989
3. Never Too Late
Sortie : 23 octobre 1989
4. Tears on My Pillow
Sortie : 8 janvier 1990

Enjoy Yourself est le deuxième album studio de l'actrice et chanteuse australienne Kylie Minogue. Il est sorti au Royaume-Uni le 9 octobre 1989 sur le label PWL. 
L'album a débuté à la 1re place du hit-parade britannique (pour la semaine du 15 au 21 octobre 1989).

## Liste des pistes
| 1.    | Hand on Your Heart           | 3:51 |
| 2.    | Wouldn't Change a Thing      | 3:14 |
| 3.    | Never Too Late               | 3:22 |
| 4.    | Nothing to Lose              | 3:21 |
| 5.    | Tell Tale Signs              | 2:26 |
| 6.    | My Secret Heart              | 2:41 |
| 7.    | I'm Over Dreaming (Over You) | 3:23 |
| 8.    | Tears on My Pillow           | 2:30 |
| 9.    | Heaven and Earth             | 3:44 |
| 10.   | Enjoy Yourself               | 3:45 |
| 32:56 |                              |      |

| Version nord-américaine | Version nord-américaine                        | Version nord-américaine | Version nord-américaine | Version nord-américaine | Version nord-américaine | Version nord-américaine | Version nord-américaine | Version nord-américaine | Version nord-américaine |
| No                      | Titre                                          | Durée                   |                         |                         |                         |                         |                         |                         |                         |
| ----------------------- | ---------------------------------------------- | ----------------------- | ----------------------- | ----------------------- | ----------------------- | ----------------------- | ----------------------- | ----------------------- | ----------------------- |
| 1.                      | Hand on Your Heart                             | 3:51                    |                         |                         |                         |                         |                         |                         |                         |
| 2.                      | Wouldn't Change a Thing                        | 3:14                    |                         |                         |                         |                         |                         |                         |                         |
| 3.                      | Never Too Late                                 | 3:22                    |                         |                         |                         |                         |                         |                         |                         |
| 4.                      | Nothing to Lose                                | 3:21                    |                         |                         |                         |                         |                         |                         |                         |
| 5.                      | Tell Tale Signs                                | 2:26                    |                         |                         |                         |                         |                         |                         |                         |
| 6.                      | Especially for You (en duo avec Jason Donovan) | 3:59                    |                         |                         |                         |                         |                         |                         |                         |
| 7.                      | My Secret Heart                                | 2:41                    |                         |                         |                         |                         |                         |                         |                         |
| 8.                      | I'm Over Dreaming (Over You)                   | 3:23                    |                         |                         |                         |                         |                         |                         |                         |
| 9.                      | Tears on My Pillow                             | 2:30                    |                         |                         |                         |                         |                         |                         |                         |
| 10.                     | Heaven and Earth                               | 3:44                    |                         |                         |                         |                         |                         |                         |                         |
| 11.                     | Enjoy Yourself                                 | 3:45                    |                         |                         |                         |                         |                         |                         |                         |
| 36:57                   |                                                |                         |                         |                         |                         |                         |                         |                         |                         |